# Joppa, Alabama
Joppa är en ort i Cullman County i delstaten Alabama, USA.